# Società di ingegneria
La società di ingegneria è un tipo di azienda che si occupa di servizi tecnici, professionali e di costruzione collegati all'ingegneria.
Le attività che in genere svolgono questi tipi di compagnie sono la progettazione, la consulenza e la supervisione sulla costruzione di edifici, infrastrutture ed impianti.